# 余栋臣
余栋臣（1851年9月7日—1912年6月22日），又名腾良，绰号余蛮子，男，四川省重庆府大足县人，清朝反洋教起义领袖。
民國元年余棟臣被釋還大足，再次盤踞西山反民國，張貼白紙布告，自稱「大清將軍」。端午日被周駿捕捉於西山朝陽寺。3天後，殺害於永川縣南門豬市壩。遺體被其義女抬回家余家壩安葬。